# Betadevario ramachandrani
Betadevario ramachandrani ist ein Süßwasserfisch aus der Familie der Karpfenfische, der endemisch im oberen Sita River im indischen Bundesstaat Karnataka vorkommt. Der Gattungsname Betadevario betont erstens die Ähnlichkeit und Verwandtschaft mit der Gattung Devario und bedeutet hier so viel wie „zweiter Devario“. Zweitens ehrt es den Fänger der Typusexemplare Beta Mahatvaraj. Das Art-Epitheton ramachandrani wurde zu Ehren von Alappat Ramachandran vergeben, Professor an der Cochin University of Science and Technology.
Der Fundort ist ein schnell strömender Fluss von 2,30 Meter Breite, etwa 30 cm Tiefe, Wasserfällen und Untiefen. Der Typusort liegt in einer Höhe von 558 m über dem Meeresspiegel in einer regenreichen Gegend. Die Wassertemperatur betrug am 16. Dezember 2007 um 12:45 h 18,9 °C, der pH-Wert lag bei 6.4.

## Merkmale
Betadevario ramachandrani hat einen langgestreckten, seitlich abgeflachten Körper und wird 6 cm lang. Seine Rückenseite ist blaugrün, das übrige Abdomen silbrig. An den Seiten verläuft ein leicht gold-gelber Längsstreifen, darunter ein dunkler tiefblauer. Die Flossen sind gelblich, der äußere Bereich der Rückenflosse bläulich. Die Schwanzflosse zeigt einige dunkle Streifen. Im Unterschied zu Devario hat Betadevario zwei Paare langer Barteln (Devario keine oder nur rudimentäre) und einen breiteren Schulterfleck, der sich längs über drei Schuppen erstreckt (nur eine bei Devario).
- Flossenformel: Dorsale 9–10; Anale 14–15.
- Wirbel: 35–36.

## Systematik
Betadevario ramachandrani gehört innerhalb der Karpfenfische zur Unterfamilie der Bärblinge und ist wahrscheinlich die Schwestergattung von Devario oder die von  Devario und Microrasbora.